# Jean-Philippe Eugène de Merode-Westerloo
Pour les autres membres de la famille, voir Maison de Merode.
Jean-Philippe-Eugène de Merode-Westerloo, 5e marquis de Westerloo, né à Bruxelles le 22 juin 1674 et mort au château de Merode le 12 septembre 1732 , est un militaire belge, maréchal de l'Empire romain germanique.